# Horst Embacher
Horst Embacher (* 17. Dezember 1917 in Rosenberg in Westpreußen; † 28. November 2007 in Hamburg) war ein deutscher Kommunalpolitiker der SPD sowie von 1970 bis 1982 erster Bürgermeister der Stadt Norderstedt in Schleswig-Holstein.

## Leben
Der studierte Jurist Horst Embacher übernahm 1959 das Bürgermeisteramt in Garstedt, damals Kreis Pinneberg. 
Nach dem Zusammenschluss von Garstedt, Glashütte, Harksheide und Friedrichsgabe 1970 wurde er Bürgermeister der neuen Stadt Norderstedt. 
Im Jahr 1970 wurde die Städtepartnerschaft zwischen der französischen Stadt Maromme in der Normandie und Norderstedt unterzeichnet. Bereits 1966 wurde Embacher Ehrenbürger von Maromme.